# Рижена
Рижена́ (болг. Ръжена) — село в Старозагорській області Болгарії. Входить до складу общини Казанлик.

## Населення
За даними перепису населення 2011 року у селі проживали 1028 осіб.
Національний склад населення села:
| Національність   | Кількість осіб | Відсоток |
| ---------------- | -------------- | -------- |
| болгари          | 483            | 47,7%    |
| турки            | 340            | 33,6%    |
| цигани           | 129            | 12,7%    |
| інша             | 51             | 5,0%     |
| не визначились   | 9              | 0,9%     |
| Всього відповіли | 1012           |          |

Розподіл населення за віком у 2011 році:
Динаміка населення: